# Шелтон, Бен
Бен Шелтон (англ. Ben Shelton; род. 9 октября 2002, Атланта) — американский теннисист, полуфиналист двух турниров Большого шлема, победитель трёх турниров ATP в одиночном разряде.

## Общая биография
Бен Шелтон родился и вырос в теннисной семье. Его отец, Брайан, является главным тренером университетской теннисной команды Университета Флориды и бывшим профессиональным игроком (достигал 55-го места в рейтинге). Его мать, Лист Витскен, была успешной молодой теннисисткой, а его дядя Тодд Витскен был 43-й ракеткой мира. Есть сестра Эмма, которая также занимается теннисом.
Шелтон начал заниматься теннисом в 10 лет под руководством отца. Любимое покрытие — хард; любимый турнир — Открытый чемпионат США; кумиром в детстве был Роджер Федерер.

## Спортивная карьера
По совету отца он не принимал участие в международных турнирах Юниорского тура ITF, вместо этого сосредоточился на внутренних национальных соревнованиях в США. Его лучшим национальным рейтингом среди юношей до 18 лет было 3-е место.

### 2020—2022
В 2020 году Шелтон поступил в аспирантуру Университета Флориды, где также продолжил занятия теннисом.
В 2021 году он стал победителем командного первенства в своем колледже.
В 2022 году он стал победителем чемпионата NCAA Division I по теннису, победив Августа Холмгрена. Благодаря этому он поднялся на 1-е место в рейтинге ITA и был признан игроком сезона.
Он завоевал свой первый титул в рамках серии «фьючерс» в середине 2021 года. В конце 2021 года он был близок к тому, чтобы войти в топ-500 мирового рейтинга.

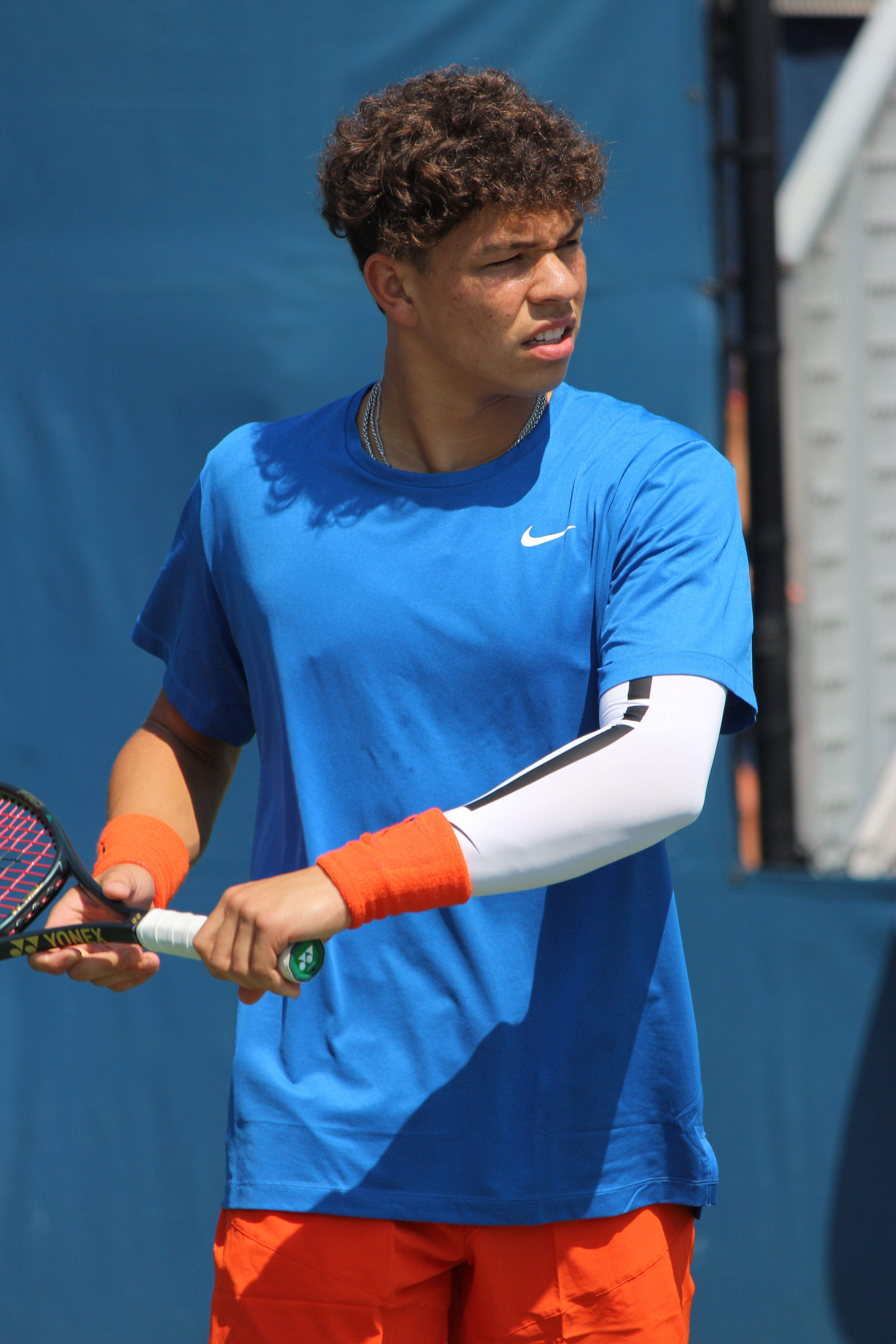
Открытый чемпионат США 2022 года.

В 2022 году Шелтону удалось выйти в полуфинал турнира претендентов в Литл-Роке, а чуть позже в Риме он вышел в финальный матч. В августе 2022 года Шелтон решил полностью отдать себя теннису и приостановил обучение в колледже. Успехи на «челленджерах» позволили ему получить приглашения на турниры ATP Тура в США — так, впервые он выступил в июле на турнире в Атланте, где одержал свою первую победу над Рамкумаром Раманатаном. Шелтон сенсационно сыграл на Мастерсе в Цинциннати, когда он переиграл по очереди Лоренцо Сонего и пятую ракетку мира Каспера Рууда. В 1/8 финала он проиграл Кэмерону Норри. На своем первом турнире Большого шлема на Открытом чемпионате США, где он получил приглашение в основную сетку, он проиграл Нуну Боржешу в первом раунде в пяти сетах.

### 2023: полуфинал на Открытом чемпионате США
На Открытом чемпионате Австралии 2023 года Шелтон выиграл свой первый матч в основной сетке турнира Большого шлема. В первом круге американец в пяти сетях обыграл китайца Чжан Чжичжэня — 4-6, 6-3, 6-2, 2-6, 7-6(10-4). Во втором раунде Шелтон в трёх сетах обыграл чилийца Николаса Ярри, а в третьем — Алексея Попырина из Австралии. В 4-м раунде Шелтон обыграл американца Джеффри Джона Вольфа в 5 сетах (три из которых завершились тай-брейками) и впервые вышел в четвертьфинал турнира Большого шлема, где в четырёх сетах уступил соотечественнику Томми Полу. По итогам турнира Шелтон поднялся на 45 мест в рейтинге и дебютировал в топ-50 рейтинга, заняв 44-е место.
После Открытого чемпионата Австралии ни на одном турнире ATP не мог выиграть более одного матча в одиночном разряде, чаще проигрывая уже на старте турниров. На «Ролан Гаррос» 2023 года проиграл в первом круге, а на Уимблдоне — во втором. В начале августа Шелтон дошёл до финала турнира ATP 500 в Вашингтоне в парном разряде вместе с Маккензи Макдональдом. Благодаря этому впервые в карьере вошёл в топ-100 парного рейтинга.
Серия неудач в одиночном разряде прервалась в Нью-Йорке. На Открытом чемпионате США 2023 года Шелтон второй раз за сезон дошёл до четвертьфинала турнира Большого шлема. В матче 4-го круга против 14-го сеянного Томми Пола (6-4, 6-3, 4-6, 6-4), который продолжался 2 часа и 49 минут, Бен сделал 16 эйсов при 9 двойных ошибках, в том числе несколько раз подавал со скоростью 240 км/ч. В четвертьфинале выиграл у 10-го сеянного Фрэнсиса Тиафо со счётом 6-2, 3-6, 7-6(7), 6-2 и впервые в карьере дошёл до полуфинала турнира Большого шлема. В полуфинале Шелтон проиграл Новаку Джоковичу со счётом 3-6 2-6 6-7(4), в третьем сете Шелтон не реализовал сетбол на подаче соперника. По итогам турнира поднялся на 19-е место в рейтинге, при этом у Шелтона к тому моменту было всего 20 выигранных матчей на уровне ATP и ни одного финала.
На [[Shanghai ATP Masters 1000 2023 — одиночный разряд|Мастерсе в Шанхае обыграл 4-ю ракетку мира Янника Синнера — 2-6, 6-3, 7-6(5), хотя реализовал за матч только 1 из 10 брейкпойнтов. В четвертьфинале уступил Себастьяну Корде со счётом 7-6(10), 2-6, 6-7(6), сделав за матч 17 эйсов. В конце октября впервые в карьере вышел в финал, а затем и выиграл турнир ATP.
Стал победителем турнира в Токио на харде, где в финальном матче Шелтон переиграл Аслана Карацева (7-5, 6-1), которого ранее обыгрывал на Открытом чемпионате США. За весь матч у Карацева был только один брейкпойнт, который Шелтон отыграл. Трижды по ходу турнира Шелтон отыгрывался с 0-1 по сетам. По итогам турнира поднялся на 15-е место в рейтинге.

### 2024
На Открытом чемпионате Австралии дошёл до третьего круга, где проиграл 19-й ракетке мира Адриану Маннарино в 5 сетах, хотя вёл 2-1 по партиям.
В начале марта 2024 года стал победителем вместе с Эммой Наварро на показательном турнире смешанных пар Eisenhower Cup накануне «Мастерса» в Индиан-Уэлсе (США), где они в финале обыграли испано-греческий дуэт Стефаноса Циципаса и Паулы Бадосы со счётом 10:8.
В апреле выиграл турнир ATP 250 на грунте в Хьюстоне, победив в финал Фрэнсиса Тиафо со счётом 7-5, 4-6, 6-3.
На Открытом чемпионате Франции дошёл до третьего круга, где проиграл 21-й ракетке мира Феликсу Оже-Альяссиму — 4-6, 2-6, 1-6.
До Уимблдона на травяных турнирах выступал неудачно — только одна победа при трёх поражениях. На Уимблдоне дошёл до 4-го круга, выиграв три матча в пяти сетах. В 4-м раунде уступил первой ракетке мира Яннику Синнеру в трёх сетах. На Олимпийских играх в Париже не выступал.
В начале августа дошёл до полуфинала ATP 500 в Вашингтоне, где неожиданно уступил 48-й ракетке мира Флавио Коболли со счётом 6-4, 5-7, 3-6. На Мастерсе в Цинциннати дошёл до 1/4 финала, где проиграл 4-й ракетке мира Александру Звереву в трёх сетах. 19 августа поднялся на высшее в карьере 13-е место в рейтинге.
На Открытом чемпионате США в третьем круге проиграл в пяти сетах Фрэнсису Тиафо.

## Рейтинг на конец года
| Год  | Одиночный рейтинг | Парный рейтинг |
| 2024 | 21                | 101            |
| 2023 | 17                | 95             |
| 2022 | 96                | 287            |
| 2021 | 573               | 598            |

## Выступления на турнирах

### Финалы турнировATPв одиночном разряде (4)

#### Победы (2)
| Легенда                     |
| --------------------------- |
| Турниры Большого шлема (0)* |
| Итоговый турнир ATP (0)     |
| Олимпиада (0)               |
| Мастерс (0)                 |
| АТР 500 (1)                 |
| АТР 250 (1)                 |

| Титулы по покрытиям | Титулы по месту проведения матчей турнира |
| ------------------- | ----------------------------------------- |
| Хард (1)*           | Зал (0)                                   |
| Грунт (1)           | Зал (0)                                   |
| Трава (0)           | Открытый воздух (2)                       |
| Ковёр (0)           | Открытый воздух (2)                       |

* количество побед в одиночном разряде.
| №  | Дата            | Турнир        | Покрытие | Соперник в финале | Счёт        |
| 1  | 22 октября 2023 | Токио, Япония | Хард     | Аслан Карацев     | 7-5 6-1     |
| 2. | 7 апреля 2024   | Хьюстон, США  | Грунт    | Фрэнсис Тиафо     | 7-5 4-6 6-3 |

#### Поражения (2)
| №  | Дата            | Турнир            | Покрытие   | Соперник в финале        | Счёт       |
| 1. | 27 октября 2024 | Базель, Швейцария | Хард (зал) | Джованни Мпетши Перрикар | 4-6 6-7(4) |
| 2. | 20 апреля 2025  | Мюнхен, Германия  | Грунт      | Александр Зверев         | 2-6 4-6    |

### Финалы турнировATPв парном разряде (1)

#### Поражение (1)
| №  | Дата           | Турнир         | Покрытие | Партнёр             | Соперники в финале               | Счёт              |
| 1. | 6 августа 2023 | Вашингтон, США | Хард     | Маккензи Макдональд | Максимо Гонсалес Андрес Мольтени | 7-6(4) 2-6 [6-10] |

## История выступлений на турнирах
По состоянию на 9 июня 2025 года
Для того, чтобы предотвратить неразбериху и удваивание счета, информация в этой таблице корректируется только по окончании турнира или по окончании участия там данного игрока.
| Турнир                       | 2021          | 2022          | 2023  | 2024  | 2025  | Итог   | В/П за карьеру |
| ---------------------------- | ------------- | ------------- | ----- | ----- | ----- | ------ | -------------- |
| Турниры Большого шлема       |               |               |       |       |       |        |                |
| Открытый чемпионат Австралии | -             | -             | 1/4   | 3Р    | 1/2   | 0 / 3  | 11-3           |
| Открытый чемпионат Франции   | -             | -             | 1Р    | 3Р    | 4Р    | 0 / 3  | 4-3            |
| Уимблдонский турнир          | -             | -             | 2Р    | 4Р    |       | 0 / 2  | 4-2            |
| Открытый чемпионат США       | K2            | 1Р            | 1/2   | 3Р    |       | 0 / 3  | 7-3            |
| Итог                         | 0 / 0         | 0 / 1         | 0 / 4 | 0 / 4 | 0 / 2 | 0 / 11 |                |
| В/П в сезоне                 | 0-0           | 0-1           | 10-4  | 9-4   | 7-2   |        | 26-11          |
| Турниры Мастерс              |               |               |       |       |       |        |                |
| Индиан-Уэлс                  | -             | -             | 2Р    | 4Р    | 1/4   | 0 / 3  | 6-3            |
| Майами                       | -             | -             | 2Р    | 3Р    | 2Р    | 0 / 3  | 1-3            |
| Монте-Карло                  | -             | -             | 1P    | -     | 1P    | 0 / 2  | 0-2            |
| Мадрид                       | -             | -             | 2Р    | 3Р    | 3Р    | 0 / 3  | 2-3            |
| Рим                          | -             | -             | 2Р    | 3Р    | 2Р    | 0 / 3  | 1-3            |
| Торонто/Монреаль             | -             | -             | 2Р    | 2Р    |       | 0 / 2  | 2-2            |
| Цинциннати                   | -             | 3P            | 2P    | 1/4   |       | 0 / 3  | 6-3            |
| Шанхай                       | Не проводился | Не проводился | 1/4   | 4Р    |       | 0 / 2  | 5-2            |
| Париж                        | -             | -             | 1Р    | 2Р    |       | 0 / 2  | 1-2            |
| Статистика за карьеру        |               |               |       |       |       |        |                |
| Проведено финалов            | 0             | 0             | 1     | 2     | 1     |        | 4              |
| Выиграно турниров АТП        | 0             | 0             | 1     | 1     | 0     |        | 2              |
| В/П: всего                   | 0-0           | 3-3           | 26-24 | 42-26 | 17-11 |        | 88-64          |
| Σ % побед                    | -             | 50 %          | 52 %  | 62 %  | 61 %  |        | 57,9 %         |

К — проигрыш в квалификационном турнире.

## Победы над теннисистами из топ-10
По состоянию на 9 июня 2025 года
- У Шелтона рекорд 5-15 против игроков, которые на момент проведения матча входили в топ-10.

| Сезон | 2022 | 2023 | 2024 | Всего |
| Побед | 1    | 2    | 2    | 5     |

| №    | Игрок           | Рейтинг | Турнир                 | Покрытие   | Этап       | Счёт                  | Рейтинг Шелтона |
| ---- | --------------- | ------- | ---------------------- | ---------- | ---------- | --------------------- | --------------- |
| 2022 |                 |         |                        |            |            |                       |                 |
| 1.   | Каспер Рууд     | 5       | Цинциннати, США        | Хард       | 2-й раунд  | 6-3, 6-3              | 229             |
| 2023 |                 |         |                        |            |            |                       |                 |
| 2.   | Фрэнсис Тиафо   | 10      | Открытый чемпионат США | Хард       | 1/4 финала | 6-2, 3-6, 7-6(7), 6-2 | 47              |
| 3.   | Янник Синнер    | 4       | Шанхай, Китай          | Хард       | 4-й раунд  | 2-6, 6-3, 7-6(5)      | 20              |
| 2024 |                 |         |                        |            |            |                       |                 |
| 4.   | Даниил Медведев | 5       | Кубок Лейвера          | Хард (зал) | Группа     | 6-7(6), 7-5, [10-7]   | 17              |
| 5.   | Андрей Рублёв   | 7       | Базель, Швейцария      | Хард (зал) | 1/4 финала | 7-5, 6-7(3), 6-4      | 23              |